# Long Grove (Iowa)
Long Grove è un comune degli Stati Uniti d'America, situato nello Stato dell'Iowa, nella contea di Scott.